# میلنکو زوریچ
میلنکو زوریچ (سیریلیک صربی: Миленко Зорић؛ زادهٔ ۲ آوریل ۱۹۸۹) قایقران کانو اهل صربستان است.
وی در مسابقات کشوری و بین‌المللی در مجموع برندهٔ ۲ مدال طلا، ۳ مدال نقره، ۳ مدال برنز شده‌است.